# Hutten (Adelsgeschlecht)
Die Familie von Hutten ist ein altes, zum Uradel gehörendes fränkisches Adelsgeschlecht. Der Name geht vermutlich auf das gleichnamige Dorf im Altkreis Schlüchtern (Main-Kinzig-Kreis, Hessen) zurück. Er leitet sich aus dem althochdeutschen Wort huota („die Hut“/huot) ab und bezeichnet das Hüten des Viehs, bzw. die Hutweide (huotwad).

## Ursprünge
Die Herren von Hutten gehörten gemeinsam mit den Herren von Thüngen zu den bedeutendsten Adelsgeschlechtern im nördlichen Spessart. Das älteste sichere Zeugnis über das Geschlecht stammt aus dem Jahr 1274, in dem die Brüder Erkenbert, Hermann und Johann de Huten als Zeugen in einer Urkunde des Klosters Schlüchtern auftraten. Frühere Nennungen, die bis ins 10. Jahrhundert zurückreichen sollen, sind legendäre Ausprägungen der Familientradition, historisch jedoch nicht hinreichend belegt. Gesichert dürfte die Herkunft aus der fuldischen Ministerialität sein.
Aus der Familie von Hutten sind bedeutende Persönlichkeiten wie der Humanist Ulrich von Hutten sowie mehrere Bischöfe und ein Kardinal hervorgegangen.

## Linien
Der Hauptstamm der Familie von Hutten teilte sich ab dem 14. Jahrhundert in vier Linien mit jeweils weiteren Verzweigungen auf. Als zusätzliches Namensattribut verwendeten die Familienlinien die Namen ihrer Besitzungen, bzw. Burgsitze. Zweige der Familie bestehen bis heute.

### Linie Hutten-Franken
- Hutten-Unterhutten († 1541)
- Hutten-Oberhutten
  - Hutten-Frankenberg († 1556)
  - Hutten-Birkenfeld († 1783)

Die fränkische Linie der Familie von Hutten war zunächst über zwei Jahrhunderte in Arnstein aktiv und stellte die dortigen Amtmänner, nachdem der Würzburger Fürstbischof Albrecht II. von Hohenlohe den Brüdern Conrad und Frowin das Schloss und das Amt Arnstein verpfändet hatte. Im Jahre 1489 löste Bischof Rudolf II. von Scherenberg die Schuld ein und erhielt damit die Pfandschaft zurück. Der Stamm der Hutten-Franken spaltete sich unter Conrads Enkeln in die Zweige Ober- und Unterhutten auf. Die Oberhutten verließen Arnstein in der ersten Hälfte des 16. Jahrhunderts und bildeten unter Ludwig auf Schloss Frankenberg, sowie unter Konrad auf Schloss Birkenfeld neue Linien.

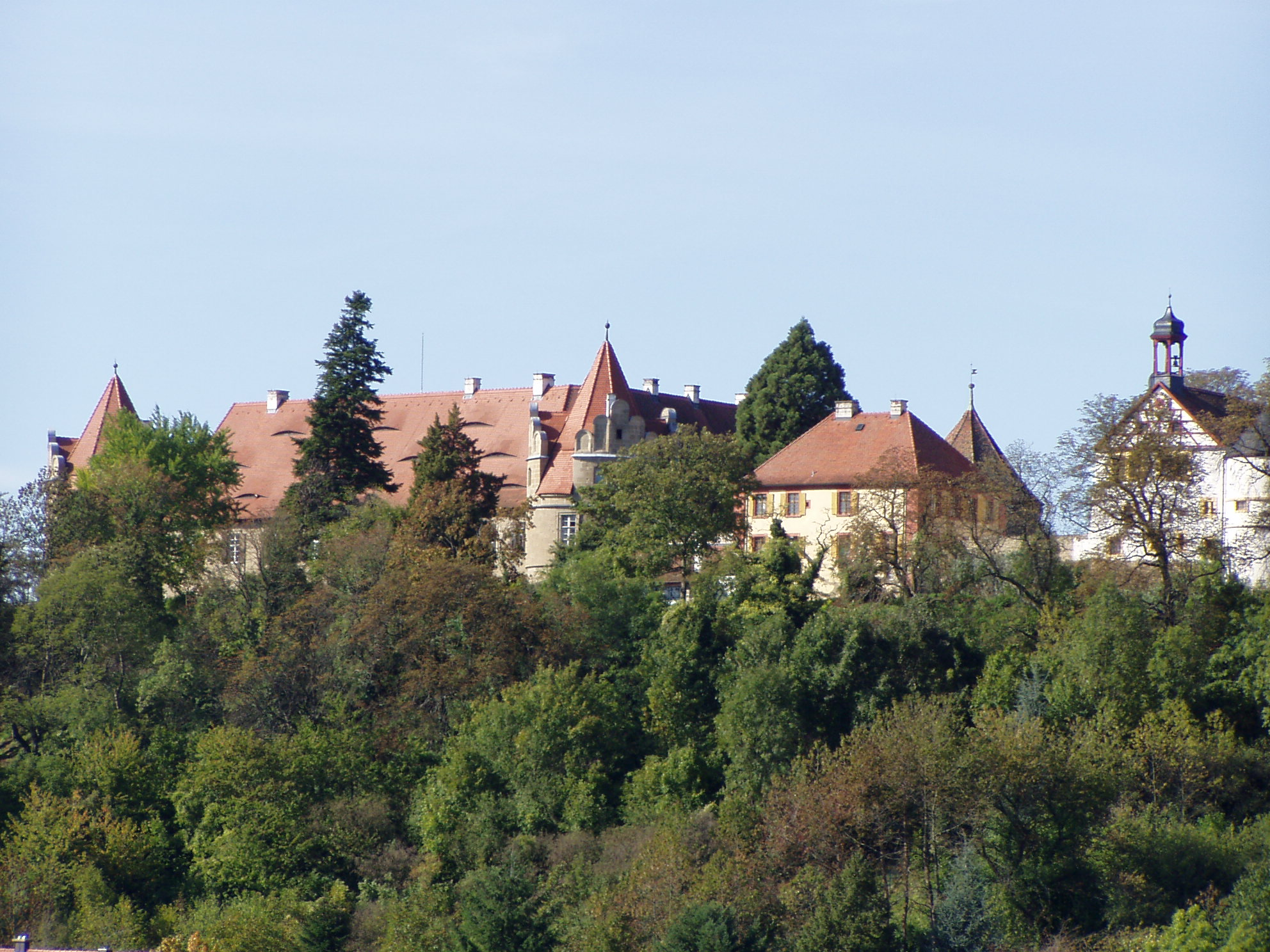
Schloss Frankenberg (Steigerwald)
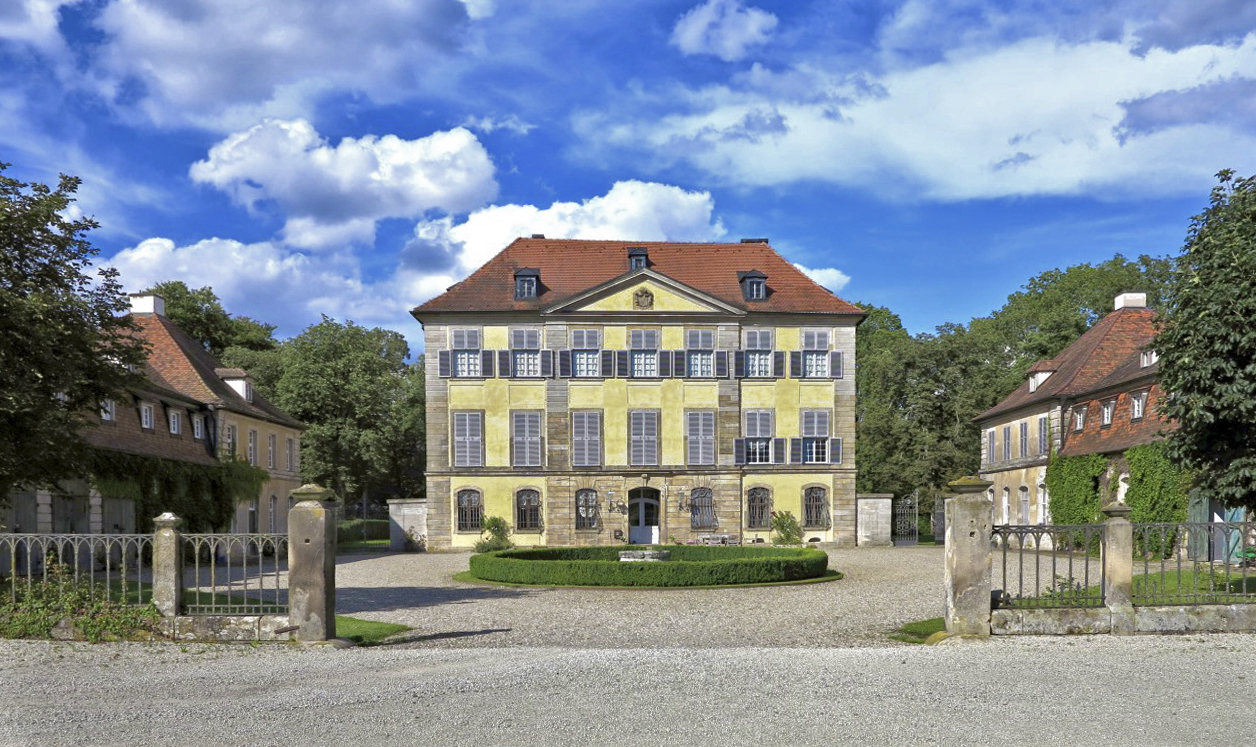
Schloss Birkenfeld (Haßberge)

Als Teil der Reichsritterschaft organisierten sich die Hutten-Franken im Fränkischen Ritterkreis und gehörten den Ritterkantonen Baunach, Odenwald, Rhön-Werra und Steigerwald an.

### Linie Hutten-Gronau
- Linie Sebastian († 1704)
- Linie Alexander († 1627)

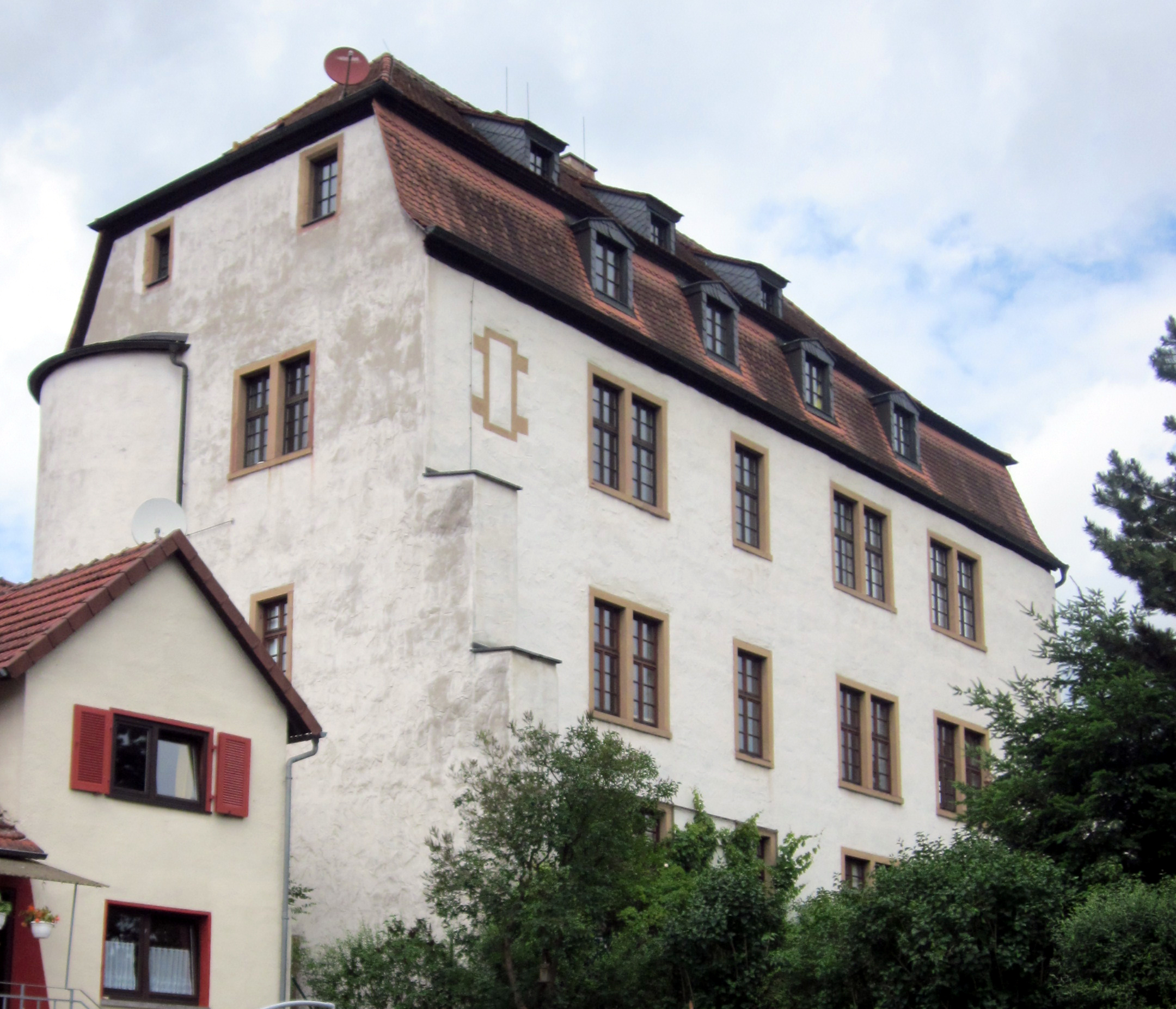
Huttenburg Altengronau

Die Geschicke des Ortes Altengronau wurden im Zeitraum von ca. 1300 bis 1648 maßgeblich durch die Herren von Hutten zu Gronau bestimmt. Diese bildeten mit dem Gericht Altengronau einen eigenen Gerichtsbezirk, der sich auch auf zahlreiche benachbarte Ortschaften erstreckte. Als Stammvater der Herren von Hutten zu Gronau gilt Ludwig von Hutten, der in einer am 21. Juni 1300 ausgestellten Urkunde erwähnt wird. Es wird vermutet, dass Ludwig „das alte Haus“ bewohnte – die erste Burganlage zu Altengronau, für deren Existenz keine archäologischen Befunde vorliegen, deren Standort jedoch im Wald auf dem Frauenberg vermutet wird. Die von Hutten errichteten in Altengronau insgesamt vier Burganlagen, von denen zwei (Huttenburg und Wasserschloss) bis heute erhalten sind.
Im Jahre 1648 wurden die im Dreißigjährigen Krieg zerstörten Besitzungen der Herren von Hutten zu Gronau durch Philipp Daniel von Hutten an Amalie Elisabeth von Hanau-Münzenberg, Landgräfin von Hessen-Kassel, verkauft – unter Vorbehalt seiner weiteren Zugehörigkeit zur reichsritterlichen Matrikel. Damit endete die seit dem 13. Jahrhundert währende Herrschaft der Herren von Hutten in Altengronau.
Der Hauptstamm der Herren von Hutten zu Gronau erlosch mit dem Ableben von Johann Hartmann am 17. Januar 1704 in Sannerz.

### Linie Hutten-Steckelberg

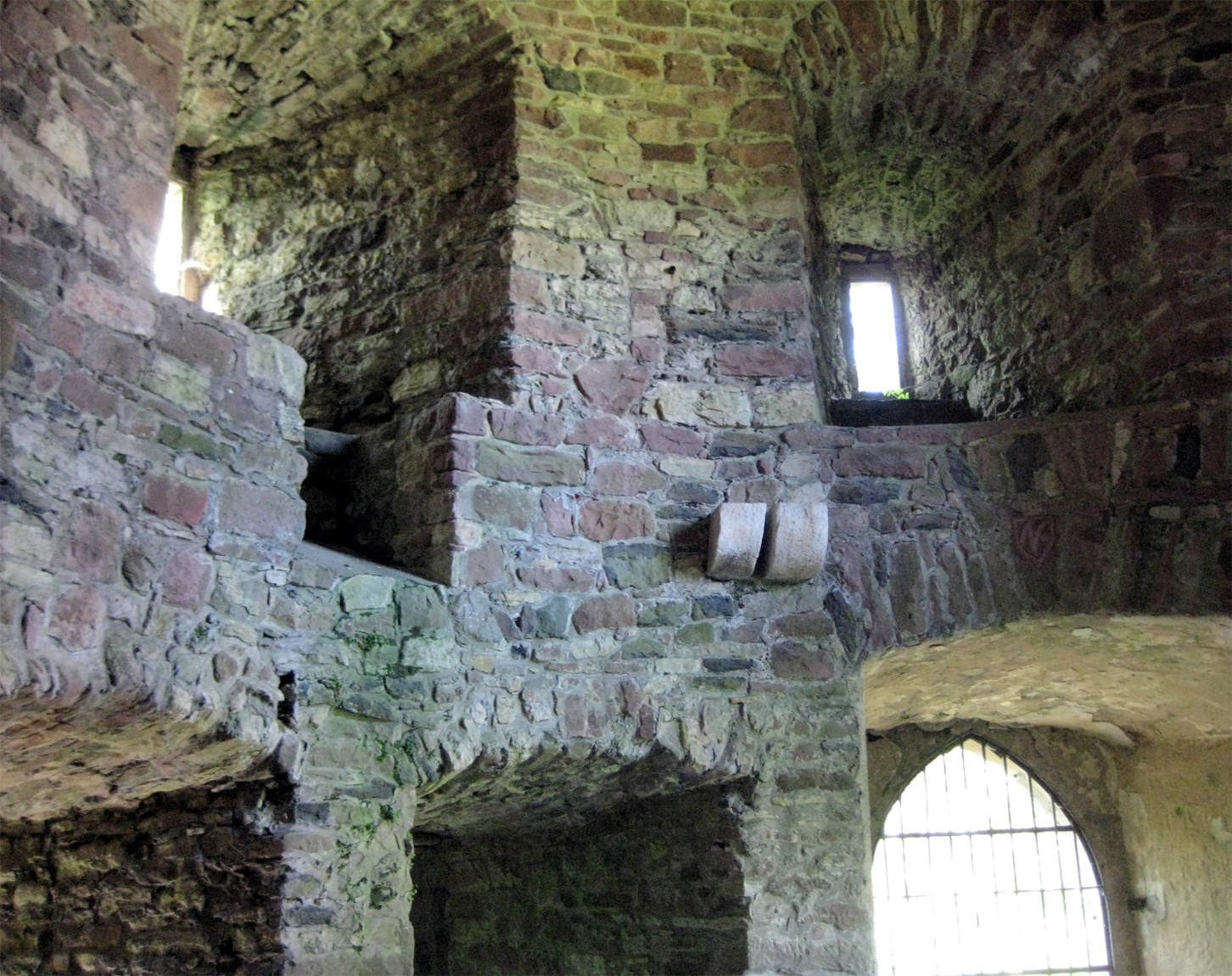
Rittersaal auf Burg Steckelberg

Die Steckelberger Linie der Familie von Hutten verfügte über Besitzungen um Ramholz und Vollmerz, in der Nähe der Stadt Schlüchtern. Besonders erwähnenswert ist die strategisch wichtige Höhenburg Steckelberg, auf der 1488 der Humanist, Dichter, Kirchenkritiker und Publizist Ulrich von Hutten geboren wurde.

### Linie Hutten-Stolzenberg
- Hutten-Stolzenberg-Hausen († 1529)
- Hutten-Salmünster († 1800)
- Hutten-Soden († 1646)
- Hutten-Romsthal-Steinbach (diese Linie besteht bis heute in Steinbach (Lohr am Main), sowie auf Burg Altengronau)

Die Linie Hutten-Stolzenberg verfügte über Besitzungen, Burgen und Schlösser rund um das heutige Bad Soden-Salmünster. Das Geschlecht spielte als Schutzmacht für die in der Region betriebene Salzgewinnung eine maßgebliche Rolle (siehe auch Huttengrund).
Als Stifter der Linie gilt Friedrich von Hutten. Ende des 16. Jahrhunderts entstanden die Unterlinien Hutten-Salmünster, Hutten-Soden und Hutten-Romsthal-Steinbach.
Wohnsitze der Hutten-Stolzenberg waren die Burg Stolzenberg von 1299 bis 1536, als das Huttenschloss Bad Soden als neuer Wohnsitz erbaut wurde (bis 1819 im Besitz der Familie), das Schloss Hausen (Bad Soden) (1345–1540), der Schleifrashof (bis 1540) sowie das barocke Schloss Steinbach in Lohr am Main, das 1725 neu erbaut wurde auf einem Besitz, der sich seit 1625 bis heute durchgehend in Familienbesitz befindet.

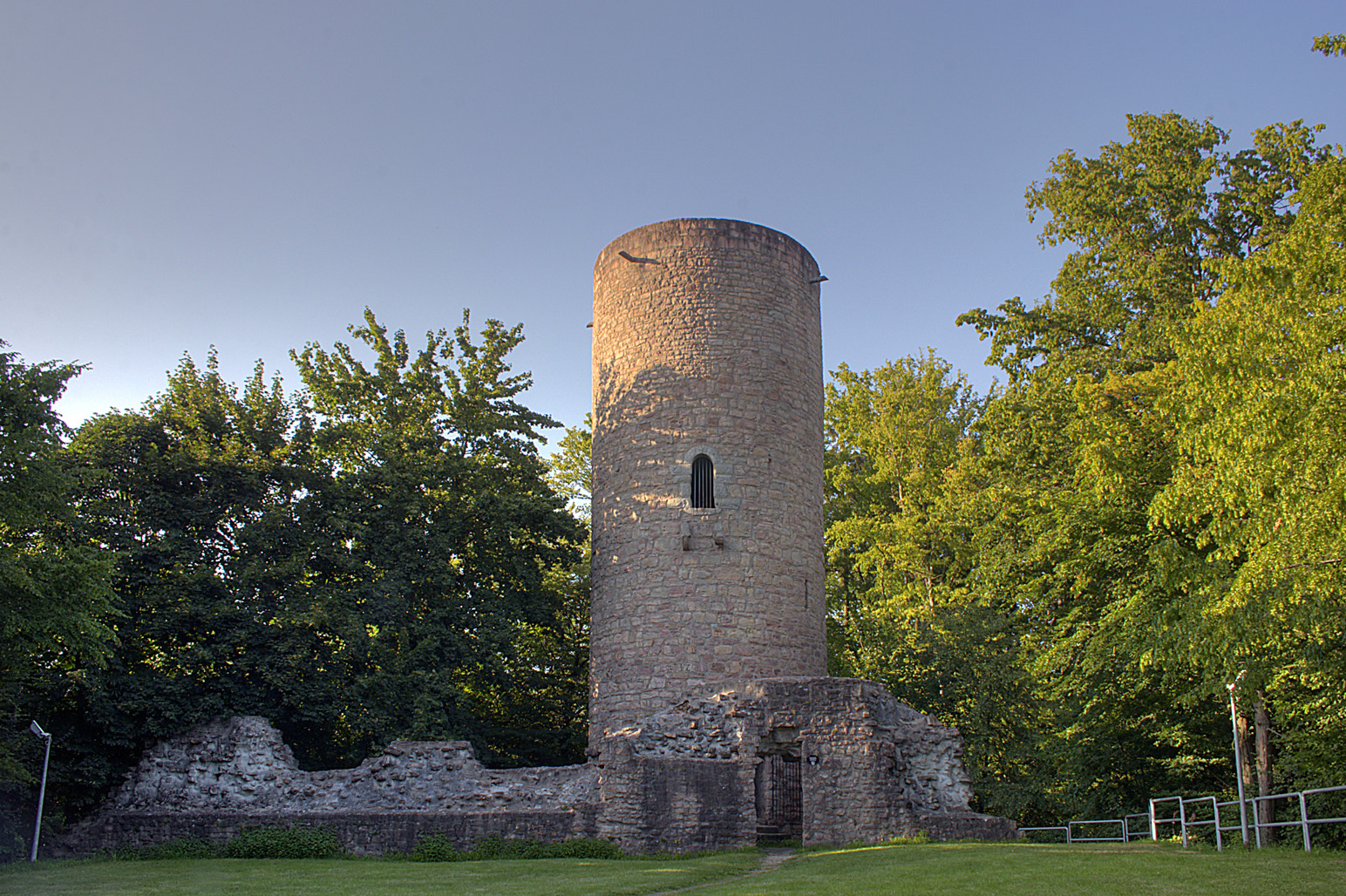
Burg Stolzenberg
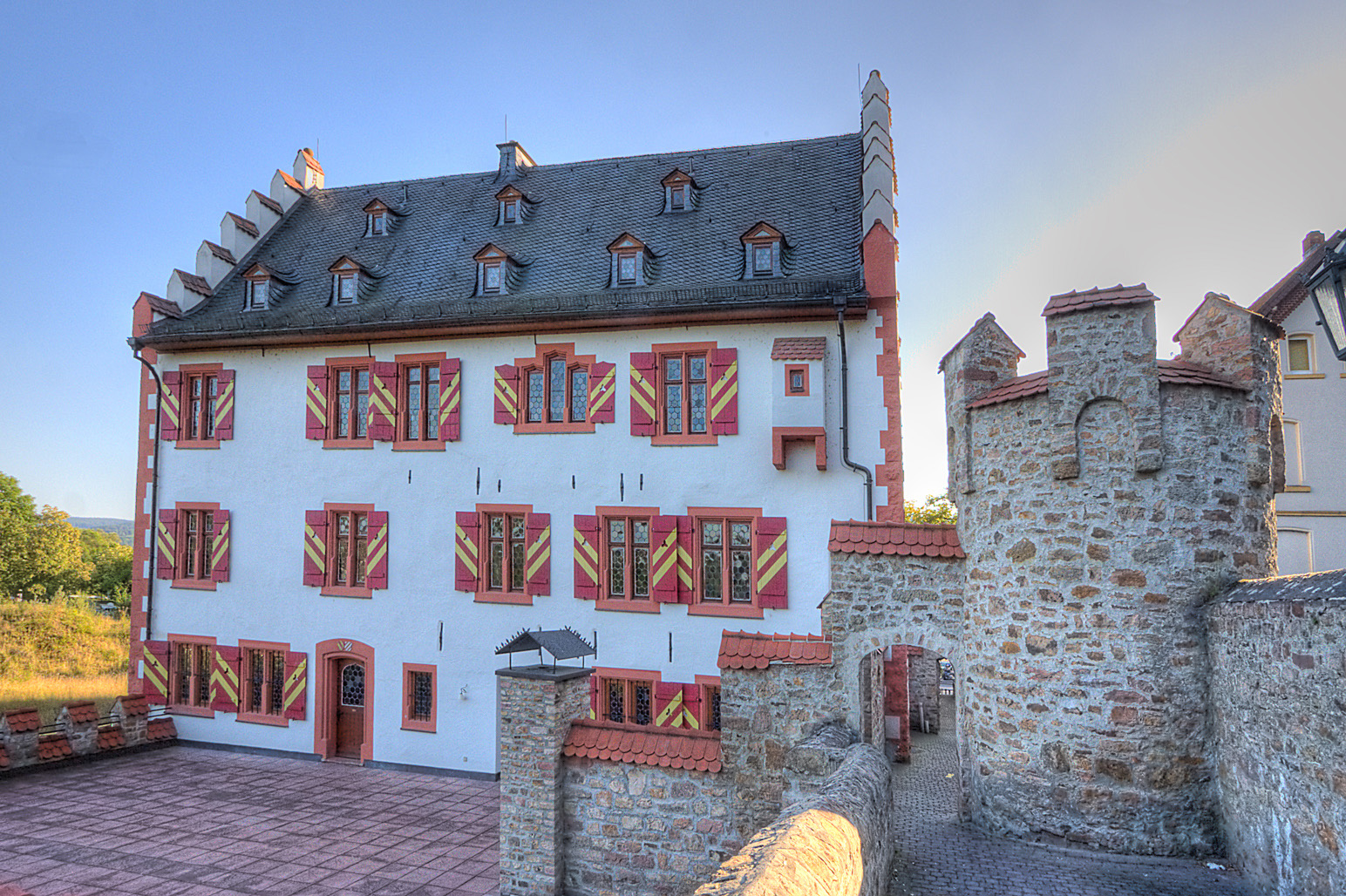
Huttenschloss Bad Soden
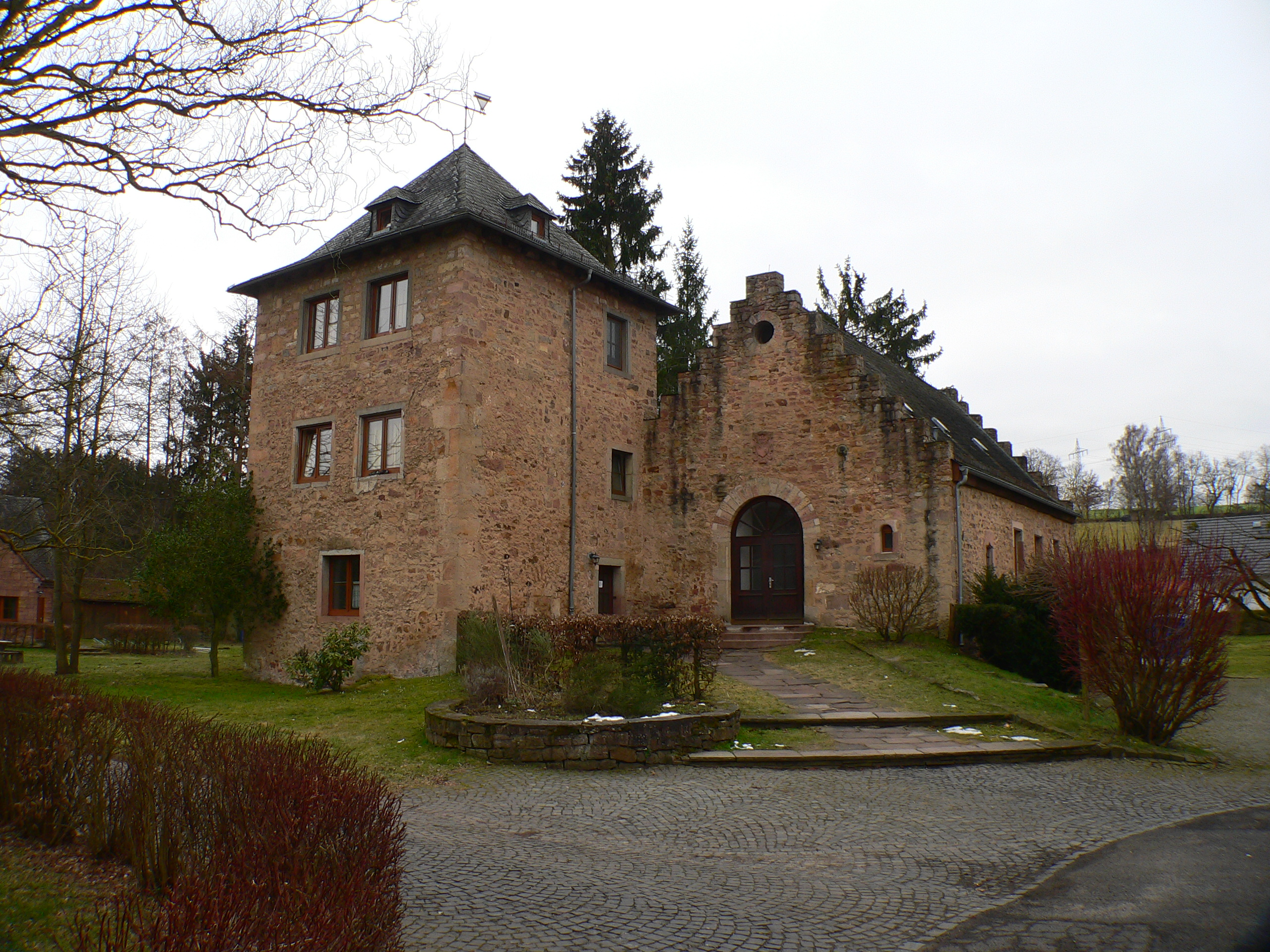
Schloss Hausen (Bad Soden)
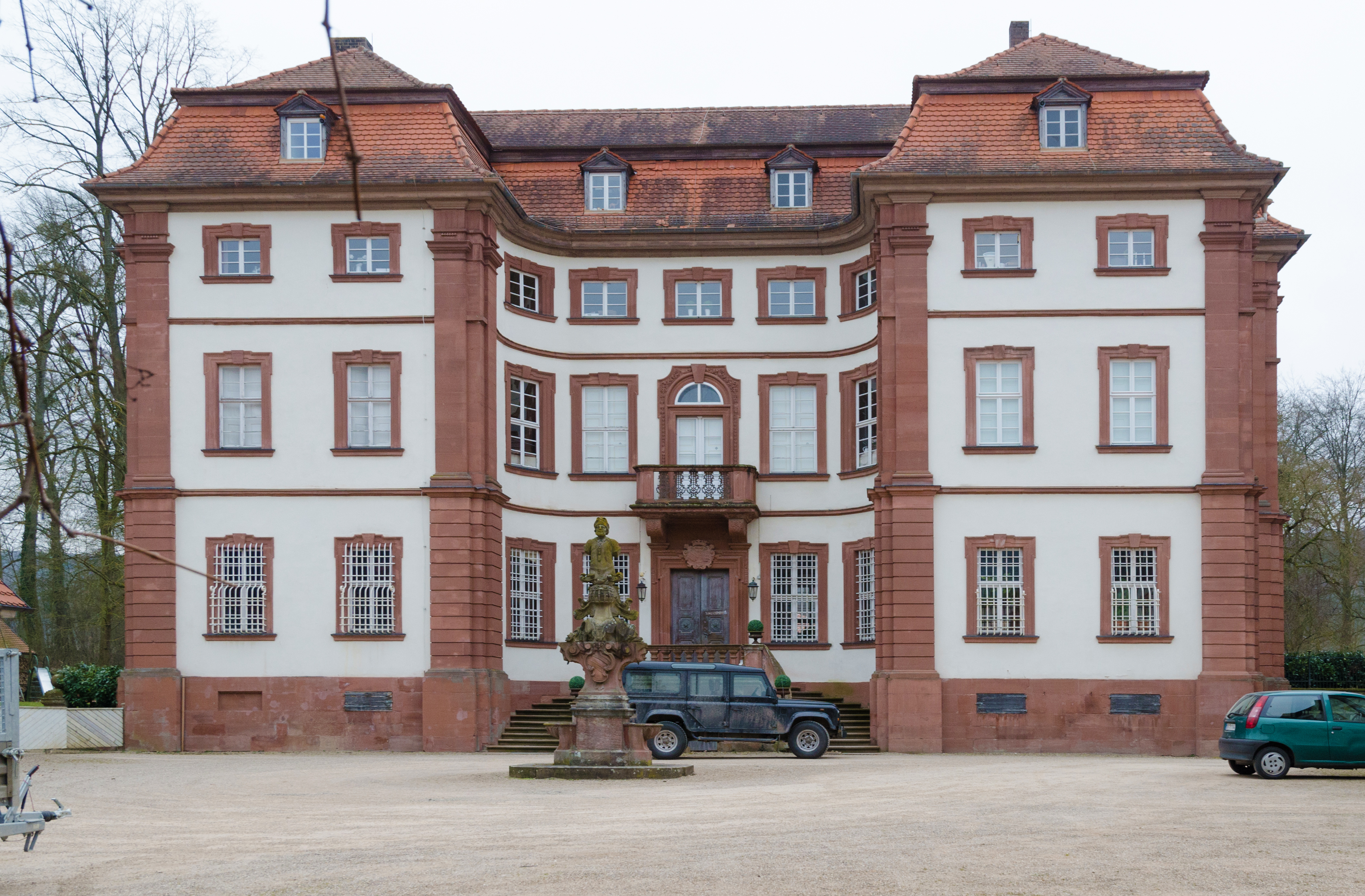
Schloss Steinbach

## Familiengrablegen

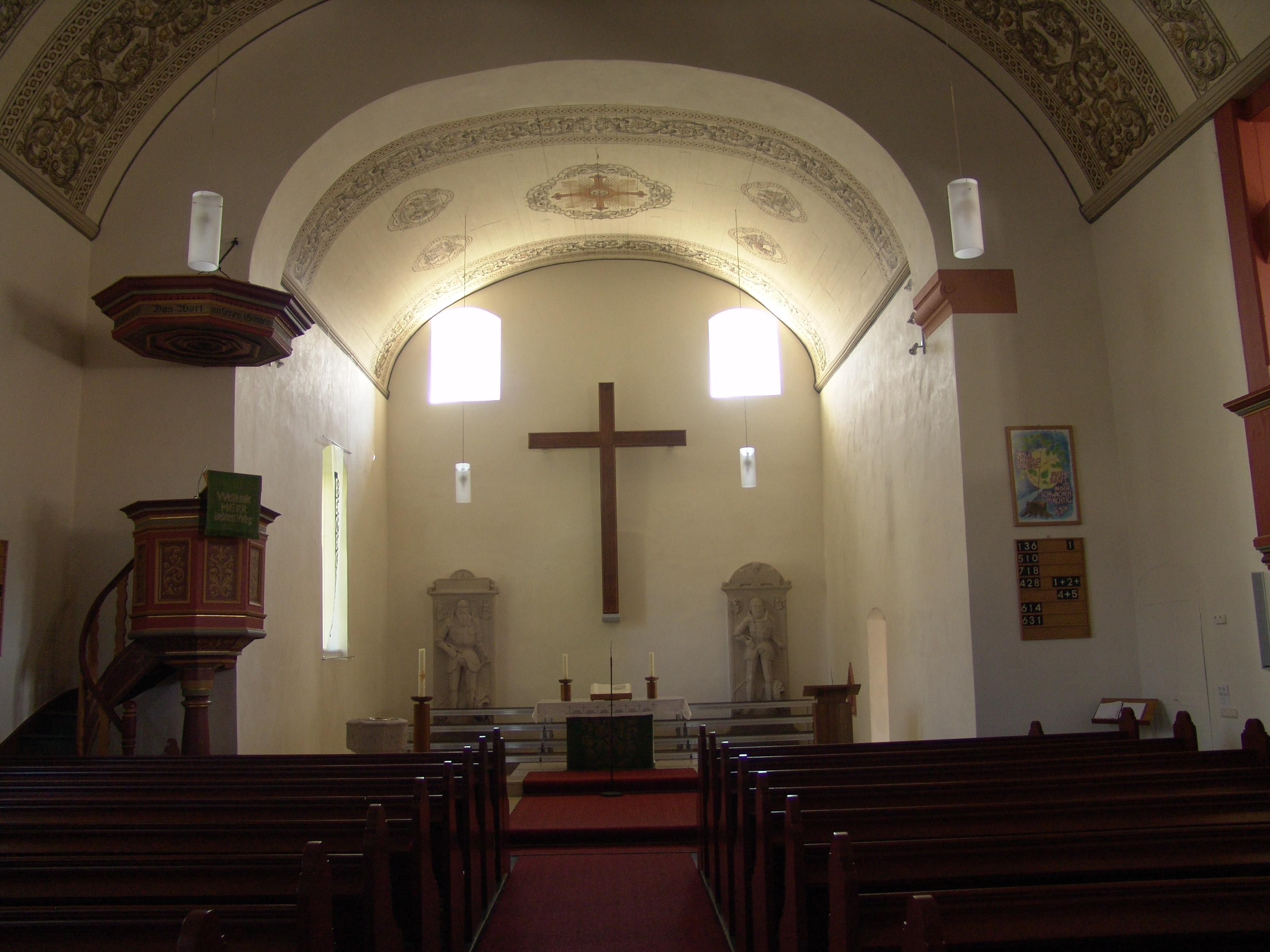
Christi-Himmelfahrt-Kirche Altengronau; im Hintergrund die Epitaphien des Alexander von Hutten und Sebastian von Hutten

An Grablegen der Ritter von Hutten sind zu erwähnen:
- Christi-Himmelfahrt-Kirche Altengronau
- Pfarr- und Wallfahrtskirche Maria Sondheim bei Arnstein
- Pfarrkirche St. Josef in Lohr-Steinbach[6]
- Stiftskirche Salmünster
- Kloster Schlüchtern
- Kirche in Reusch (Weigenheim)
- Kloster Himmelspforten in Würzburg
- Schönbornkapelle am Würzburger Dom
- Heilig-Kreuz-Kirche in Oberlauringen
- Stadtpfarrkirche in Hanau-Steinheim (eventuell nur Kenotaph)

## Wappen
Das Wappen derer von Hutten zeigt zwei goldene Schrägbalken auf rotem Grund. Die Helmzier unterscheidet sich für die verschiedenen Linien. Die Wappen bei Siebmacher zeigen einen Flug oder einen rot gekleideten Männerrumpf. Die Figur trägt einen Bart und einen roten silber gestulpten Spitzhut, der oben und beiderseits im Stulp mit drei schwarzen Hahnenfedern besteckt ist.
Die Wappen der Bischöfe sind üblicherweise gemehrt, das Grundmotiv der Balken wiederholt sich im Wechsel in zwei der vier Felder.

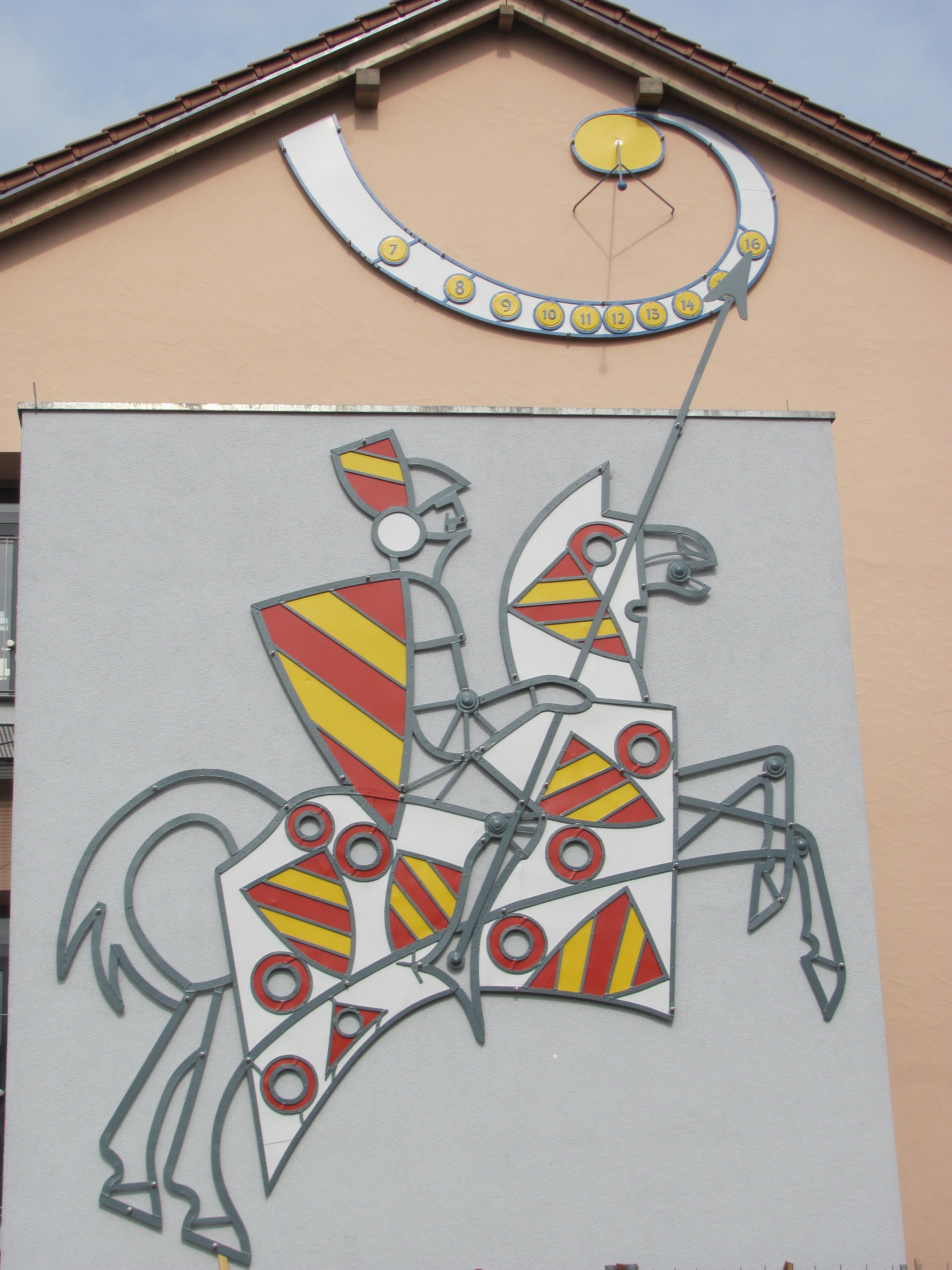
Ritter in den Farben derer von Hutten: Plastik am Ulrich von Hutten-Gymnasium, Schlüchtern

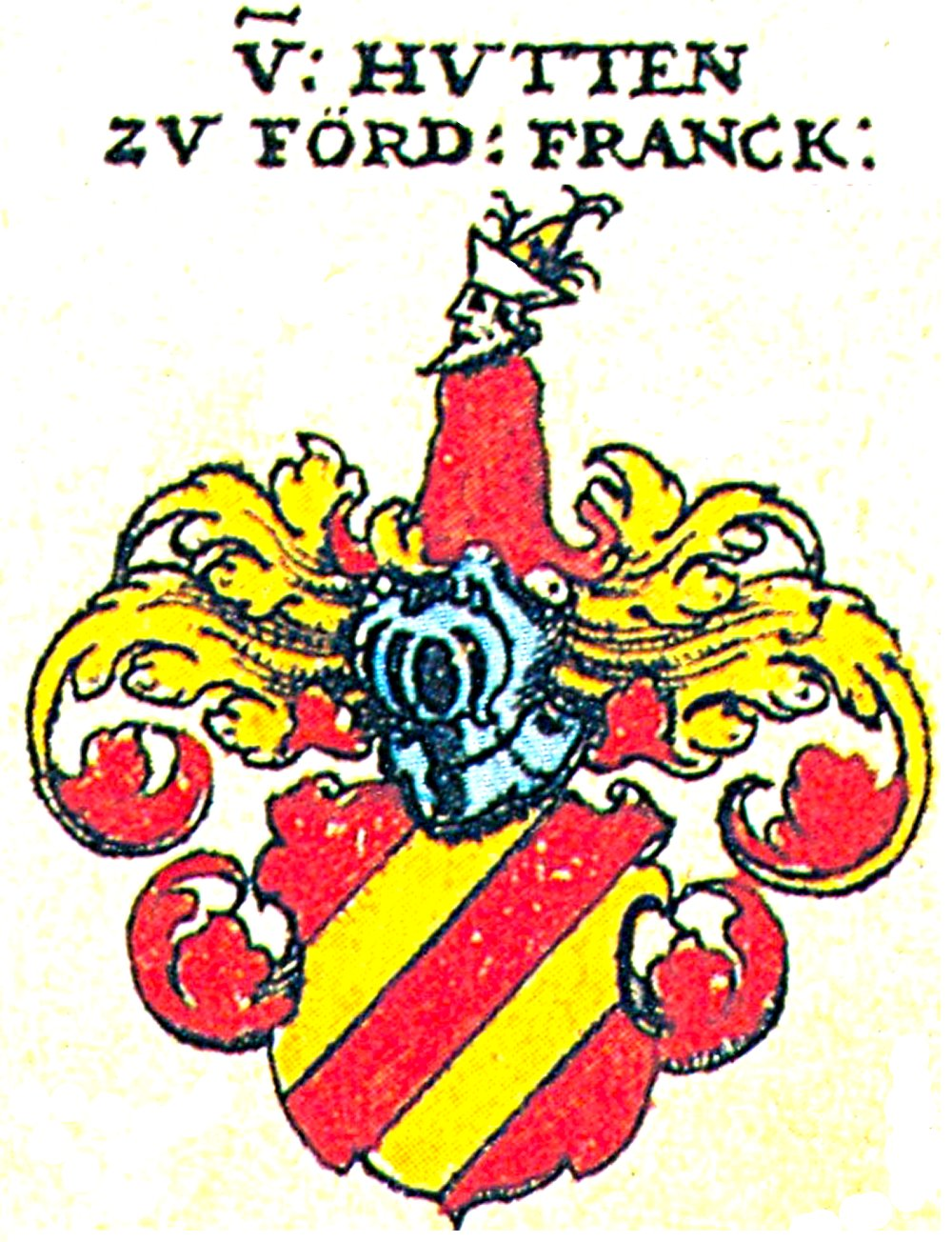
Wappen derer von Hutten nach Siebmacher
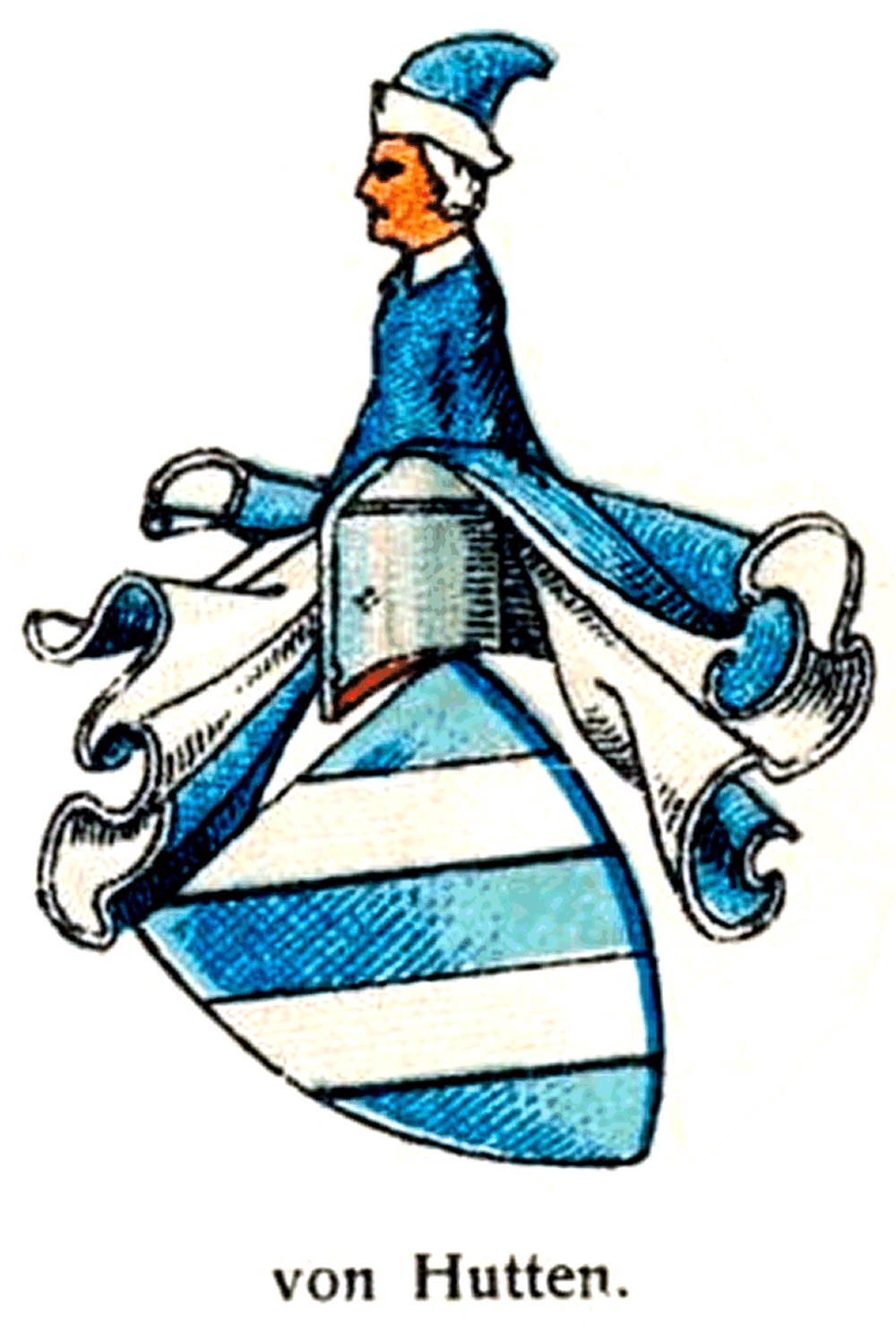
Wappenvariante nach Adolf Matthias Hildebrandt
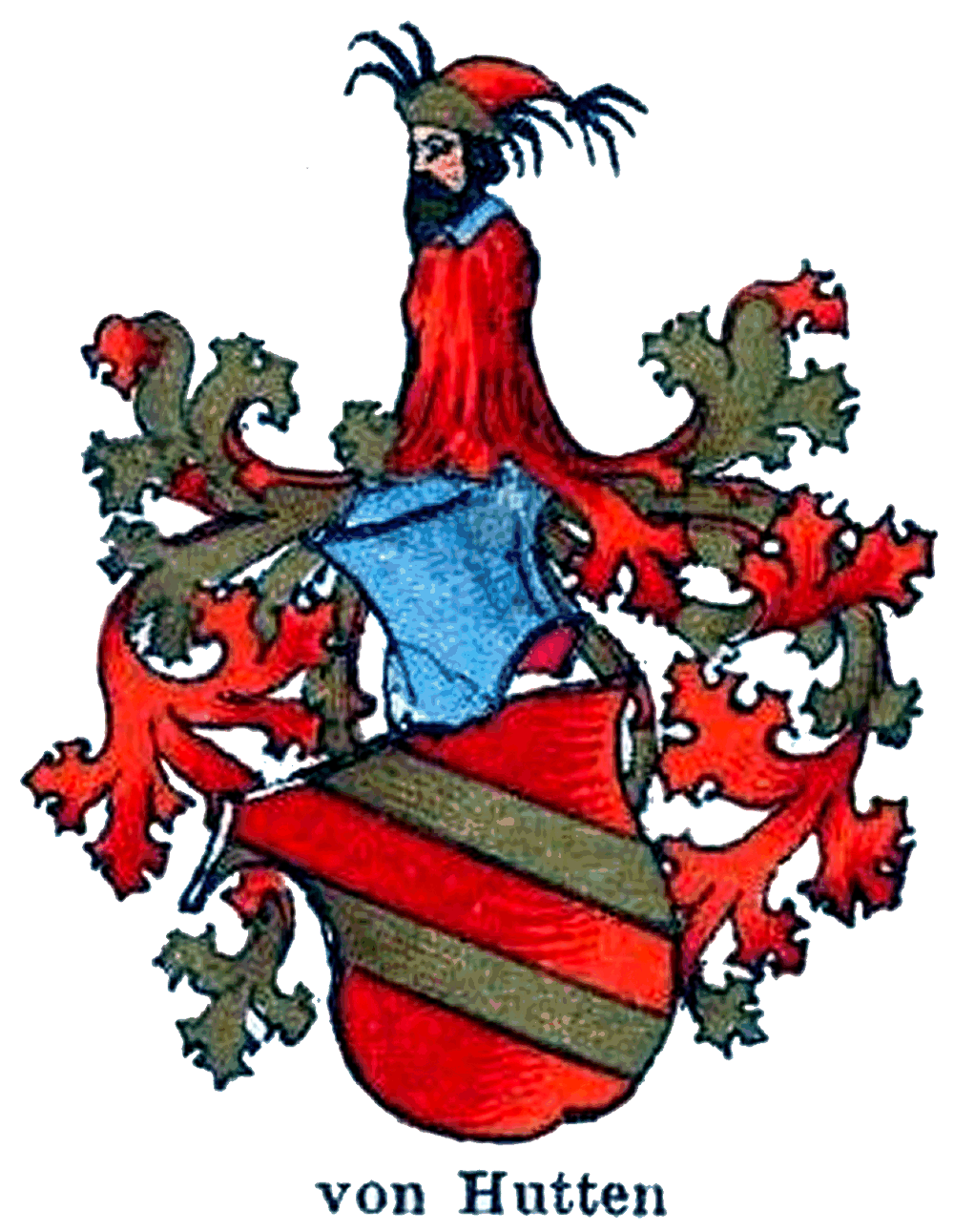
Wappenvariante
Elemente des Wappens derer von Hutten im Wappen des hessischen Landkreises Main-Kinzig-Kreis
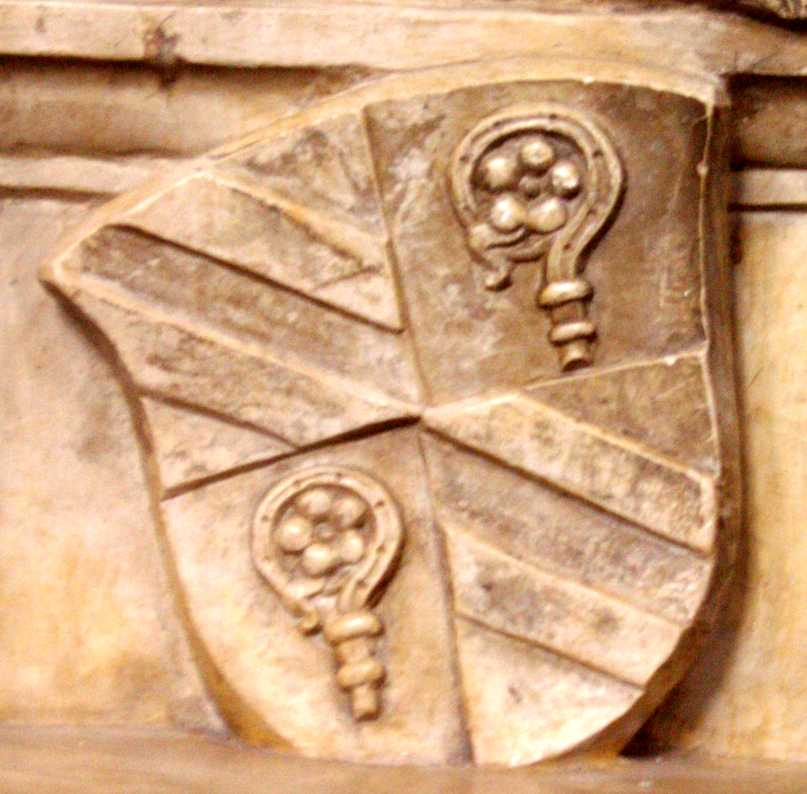
Wappen des Fürstbischofs Moritz von Hutten auf dem Hohenrechberg-Epitaph
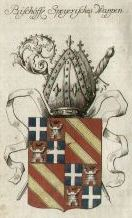
Wappen des Fürstbischofs Franz Christoph von Hutten
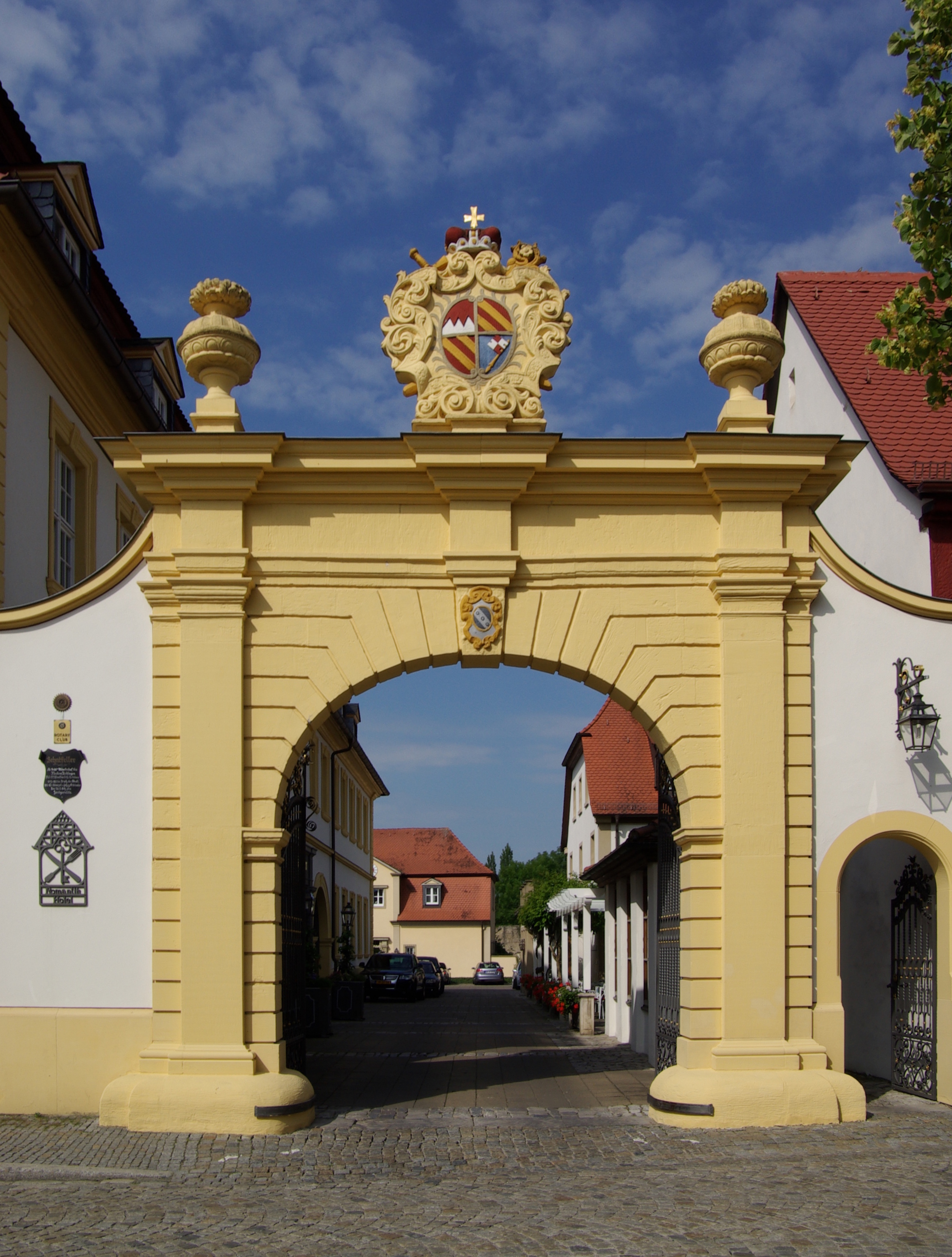
Wappen des Fürstbischofs Christoph Franz von Hutten an der Einfahrt des Zehntkellers in Iphofen

## Die Hutten-Czapski
Das polnische Adelsgeschlecht der Czapski, das sich zeitweise auf eine legendäre Abstammung von den von Hutten berief, hat jedoch keinen nachweisbaren agnatischen Zusammenhang.

## Persönlichkeiten

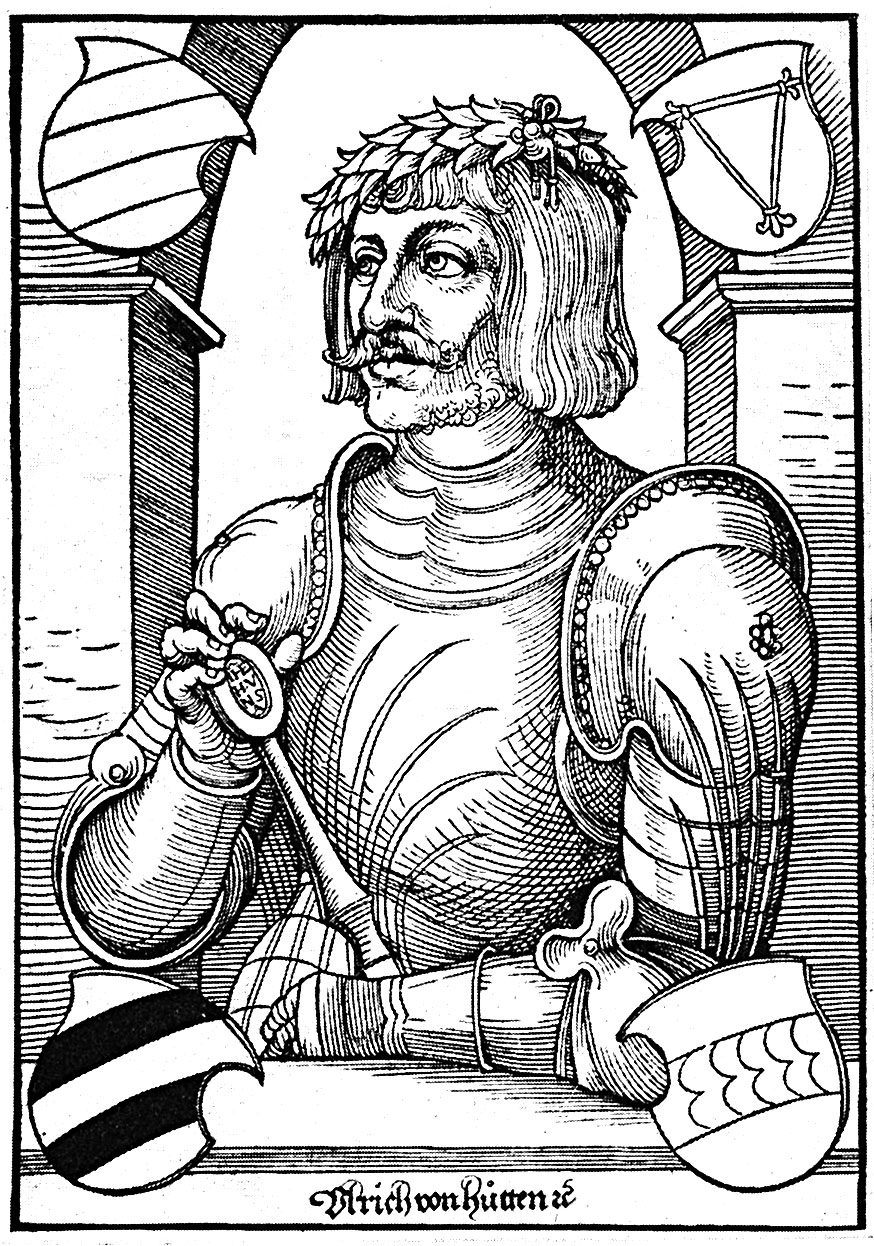
Ulrich von Hutten (Holzschnitt von Erhard Schön, ca. 1522)

- Friedrich von Hutten (genannt ab 1328, † 1363), Landvogt in der Wetterau und Reichsschultheiß von Frankfurt am Main
- Hans von Hutten (1486–1515), württembergischer Stallmeister des Herzogs Ulrich von Württemberg
- Ulrich von Hutten zu Steckelberg (1488–1523), Humanist, wird auch als erster Reichsritter bezeichnet
- Moritz von Hutten (1503–1552), Fürstbischof des Hochstifts/Bistums Eichstätt, siehe auch Moritzbrunn
- Philipp von Hutten (1505–1546), Konquistador in Venezuela (im Dienste der Welser)
- Christoph Franz von Hutten (1673–1729), Fürstbischof von Würzburg (1724–1729)
- Philipp Wilhelm von Hutten zum Stolzenberg (1701–1757), Kanoniker
- Franz Christoph von Hutten zum Stolzenberg (1706–1770), Fürstbischof von Speyer und Fürstpropst von Weißenburg (1743–1770), siehe auch Huttenheim
- Ferdinand von Hutten (1793–1857), königlich bayerischer Rittmeister und Mitglied der kurhessischen Ständeversammlung

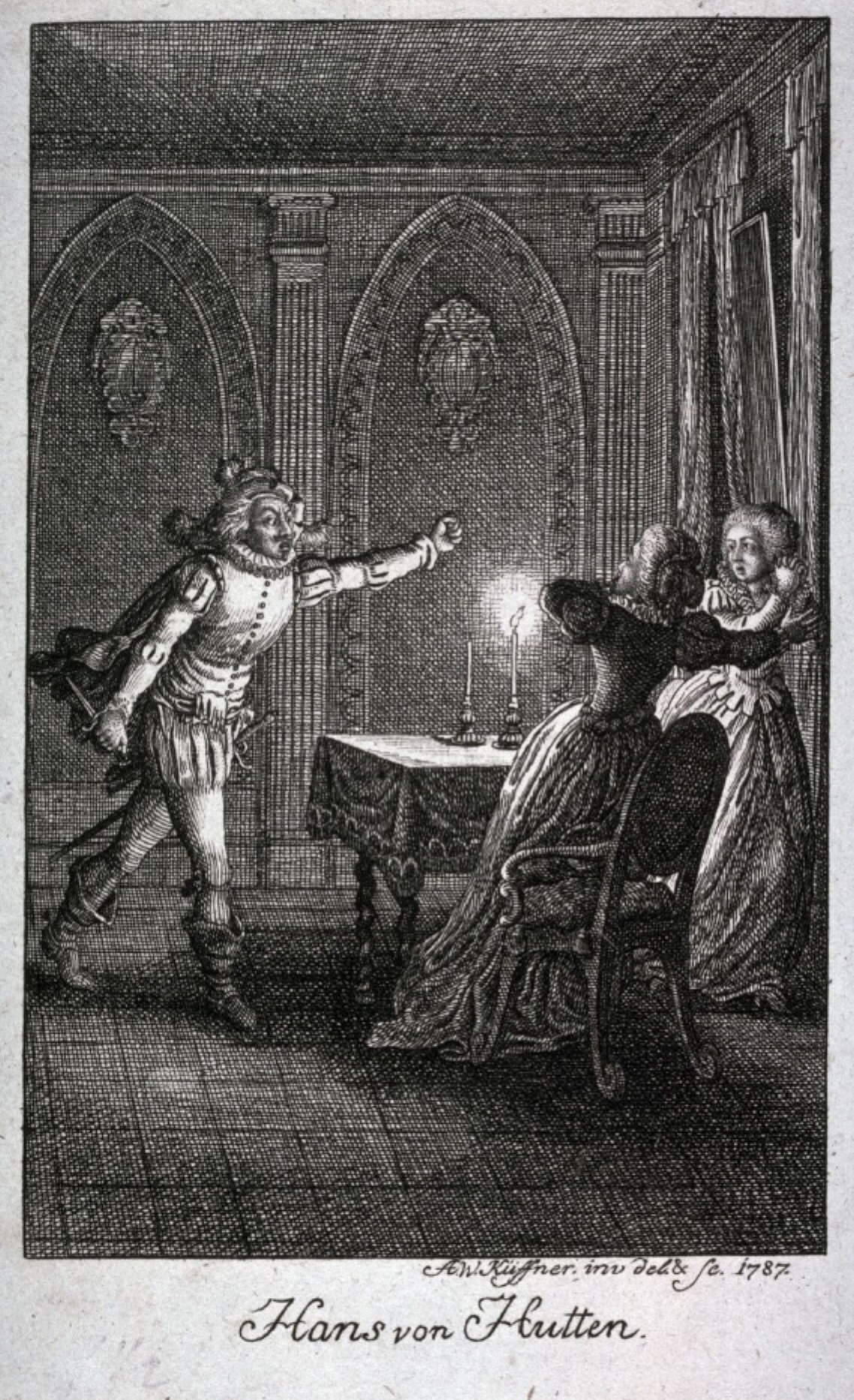
Hans von Hutten (1477–1515), württembergischer Stallmeister
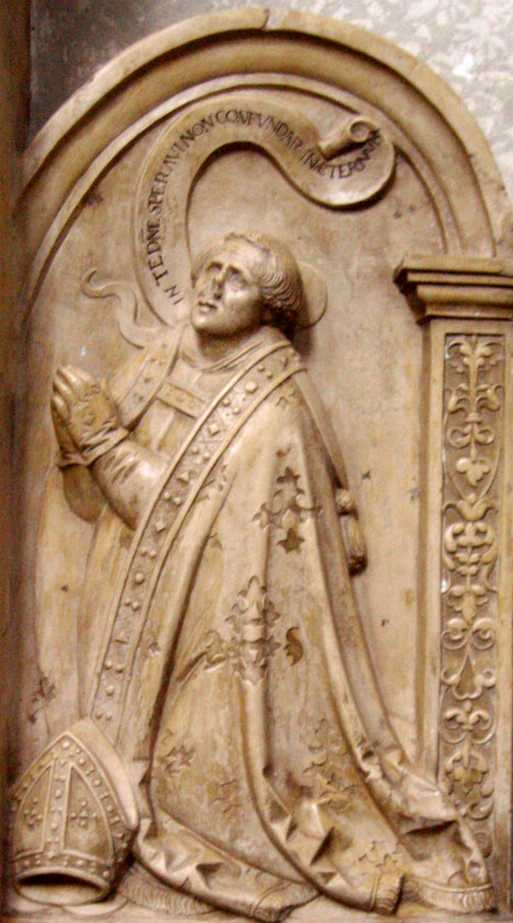
Moritz von Hutten (1503–1552), Fürstbischof von Eichstätt
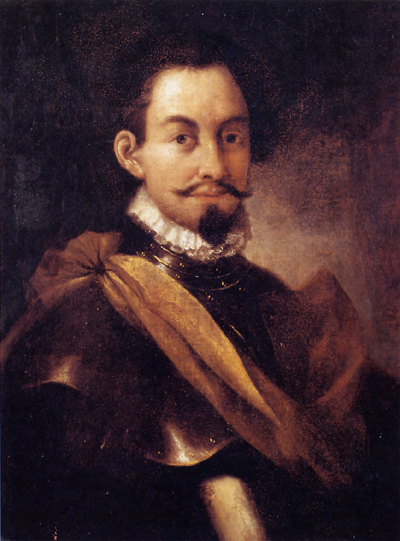
Philipp von Hutten (1505–1546), Konquistador
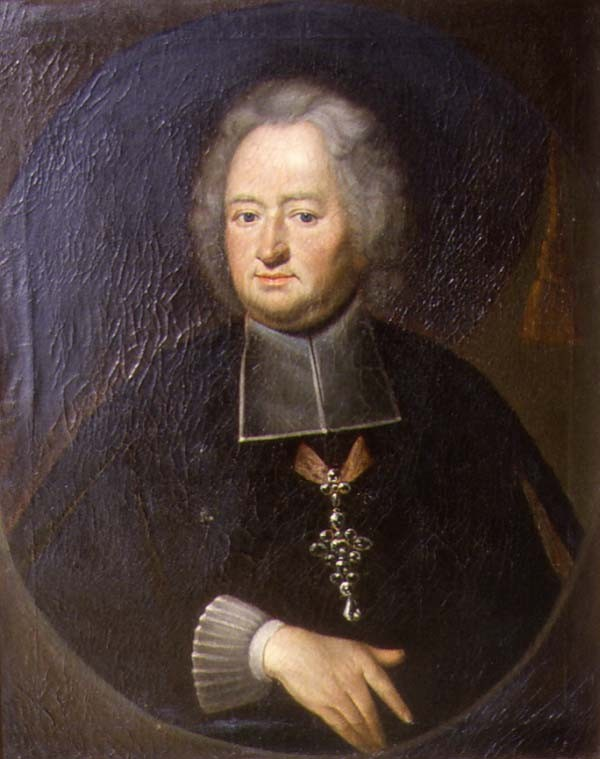
Christoph Franz von Hutten (1673–1729), Fürstbischof von Würzburg
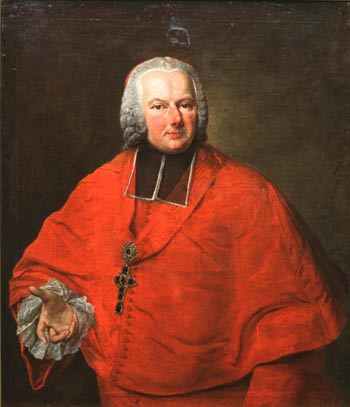
Franz Christoph von Hutten zum Stolzenberg (1706–1770), Fürstbischof von Speyer